# Wilne (obwód mikołajowski)
Wilne (ukr. Вільне, do 2016 Czerwoni Koszary, ukr. Червоні Кошари) – wieś na Ukrainie, w obwodzie mikołajowskim, w rejonie wozniesieńskim, w hromadzie Prybużany. W 2001 liczyła 61 mieszkańców, spośród których 42 wskazało jako ojczysty język ukraiński, 18 rosyjski, a 1 mołdawski.